# Zdeněk Rytíř
Zdeněk Rytíř (11. dubna 1944 Tábor – 2. října 2013 Praha) byl český textař, hudební skladatel, multiinstrumentalista, zpěvák, herec a moderátor, jedna z předních osobností české country a populární hudby. Plodná byla zejména jeho dlouhodobá spolupráce s Michalem Tučným.

## Životopis
Narodil se 11. dubna 1944 v Táboře. Po maturitě na gymnáziu studoval angličtinu a japonštinu na Karlově univerzitě, studium ale z osobních důvodů nedokončil.

### Umělecká dráha
Už při studiu psal poezii a v několika skupinách hrál na baskytaru a foukací harmoniku. Profesionálně se začal věnovat textařině jako člen skupiny Mefisto.
Jeho texty zpívaly hvězdy české populární hudby jako Pavel Bobek, Helena Vondráčková, Václav Neckář, Petr Spálený, Karel Gott, Lenka Filipová, Hana Zagorová, Jitka Zelenková, Yvonne Přenosilová, kapely Olympic, ASPM a mnoho dalších interpretů. Napsal české texty k některým klasickým hitům Boba Dylana, například Jako solnej sloup (Like a Rolling Stone), se kterou se proslavil Petr Kalandra, nebo Časy se mění (The Times They Are a-Changin'), kterou nazpívala Marta Kubišová. 
Byl autorem textu k titulní písni Den, kdy se vrátí láska pro televizní seriál Pojišťovna štěstí s hudbou autorského dua Petra a Pavla Ormových.
Spolu s Michalem Tučným byl iniciátorem založení skupiny Tučňáci, která Tučného doprovázela v letech 1980–1990. Napsal pro Tučňáky většinu textů a také hudbu k řadě písní, některé i zpíval s Tučným v duetu (například Chtěl bych být medvídkem, Dvojníci, Kosmickej vandr).
Kromě výše zmíněných nástrojů uměl hrát také na kytaru, klávesy a banjo.

### Osobní život
Jeho manželkou byla Helena Rytířová. Měl syna Zdeňka Rytíře mladšího a dvě dcery, Vendulu (matka Evelyna Steimarová) a Alenu. Vendula se stala herečkou, tanečnicí a divadelní pedagožkou.
V letech 1992 a 2000 byl uveřejněn na seznamech spolupracovníků Státní bezpečnosti (StB) jako agent, krycí jméno „Skladatel“, evidenční číslo 30 018. Podal žalobu proti Ministerstvu vnitra ČR, které ho evidovalo ve svých materiálech, ačkoliv dle svého tvrzení s StB úmyslně ani z nedbalosti prý nespolupracoval.[zdroj?]
Zemřel po dlouhé nemoci na srdeční infarkt 2. října 2013 v Praze ve věku 69 let. Média se v několika předchozích letech věnovala jeho chronické plicní nemoci (byl totiž silný a dlouhodobý kuřák), kvůli které byl od roku 2008 několikrát hospitalizován.

## Kapely, ve kterých hrál
- Crossfire
- Blue Five
- Hells Devils
- Karkulka
- Mefisto
- Golden Kids
- Apollobeat
- Tučňáci
- Aktual

## Diskografie
Kromě alb, které obsahují texty jeho písní, vyšla tato alba:
- Nejhezčí dárek/Nejhezčí dárek – Supraphon 11433 148, SP – 50 zpěváků (zpěváci uvedeni v článku: Jiří Zmožek)
- 1986 Nejhezčí dárek – Jiří Zmožek (2) – Supraphon 1113 4368 H, LP
- 1986 Jak to doopravdy bylo s Babinským – Michal Tučný, Zdeněk Rytíř & Tučňáci – LP
- 2004 Nautilus Zdeňka Rytíře – Supraphon, CD
- CD 1

1. Nautilus – Václav Neckář
2. Víš, kdo ti smí z tvých vlásků copy splést? – Pavel Bobek
3. Píseň pro Joriku – Václav Neckář
4. Snídaně v trávě – Michal Tučný
5. Strejček Charlie – Helena Vondráčková
6. Alenka v říši divů – Karel Zich
7. Dítě štěstěny – Petr Spálený
8. Kdo vchází do tvých snů (má lásko) – Václav Neckář
9. Penzión Blues – Karel Zich
10. Pověste ho vejš – Michal Tučný
11. Odejdu – Václav Neckář
12. Za všechno může čas – Lenka Filipová
13. Měšťácký blues – Petr Kalandra
14. Čaroděj-Dobroděj – Václav Neckář
15. Jižanský rok – Michal Tučný
16. Hráč – Petr Spálený
17. Časy se mění – Golden Kids
18. Báječná ženská – Michal Tučný
19. Ring-o-ding – Marta Kubišová

- CD2:

1. Suzanne – Václav Neckář
2. Otázky – Olympic
3. Zimní království – Yvonne Přenosilová
4. Poslední kovboj – Michal Tučný
5. Jako solnej sloup – Petr Kalandra
6. Balada o kornetovi a dívce – Marta Kubišová
7. Bon soir mademoiselle Paris – Olympic
8. Penzion na předměstí – Hana Hegerová
9. Někdy se jdu opít – Petr Kalandra
10. Kolej Albertov – Petr Spálený
11. Hotelové zrcadlo – Lenka Filipová
12. Chtěl bych umět napsat baladu – Karel Zich
13. Vincent – Pavel Bobek
14. Tam u nebeských bran – Michal Tučný
15. Rozvod – Hana Hegerová
16. Špitál u sv. Jakuba – Jan Spálený a Petr Kalandra
17. Ukolébavka pro nenarozené děti – Marta Kubišová
18. Život – Václav Neckář

### Kompilace
- 1988 Country kolotoč – LP (Michal Tučný, Pavel Bobek, Zdeněk Rytíř, Wabi Ryvola, Věra Martinová, Milena Soukupová, Rattlesnake Annie)
- 2000 Nejkrásnější country dueta – Supraphon SU 5458-2 311 EAN 099925 554927, CD – 06. Dítě štěstěny – Petr Spálený a Zdeněk Rytíř, 08. Chtěl bych být medvídkem – Michal Tučný a Zdeněk Rytíř, 19. Kosmickej vandr – Michal Tučný a Zdeněk Rytíř
- 2004 Nejkrásnější country dueta 2 – Supraphon SU 5549-2 311 EAN 099925 545826, CD – 08. Včera jsem tě neviděl – Michal Tučný a Zdeněk Rytíř, 10. Já ho jen od vidění znám – Petr Spálený a Zdeněk Rytíř
- 2005 Michal tučný & přátelé – Supraphon, CD – 06. Chtěl bych být medvídkem – Michal Tučný a Zdeněk Rytíř, 10. Čistá práce – Michal Tučný a Zdeněk Rytíř, 08. Desperát – Michal Tučný, Zdeněk Rytíř, Wabi Ryvola a Pavel Bobek, 16. Účty – Michal Tučný a Zdeněk Rytíř, 23. Děláme co můžem – Michal Tučný a Zdeněk Rytíř,

## Filmografie

### Hudba
- 1986 O princezně, která ráčkovala (TV)
- 1993 Konec básníků v Čechách

### Texty písní
- 1969 Proudy lásku odnesou (TV)
- 1972 Smrt si vybírá ...píseň Život utíká
- 1972 Půlnoční kolona
- 1974 Holky z porcelánu
- 1975 Romance za korunu
- 1975 Na konci světa
- 1975 Páni kluci
- 1976 Léto s kovbojem
- 1977 Jak se točí Rozmarýny
- 1978 Sólo pro starou dámu
- 1980 Brontosaurus
- 1981 Hodina života
- 1982 Má láska s Jakubem
- 1983 Anděl s ďáblem v těle
- 1988 Anděl svádí ďábla